# Commersonia kempeana
Commersonia kempeana är en malvaväxtart som beskrevs av Ferdinand von Mueller. Commersonia kempeana ingår i släktet Commersonia och familjen malvaväxter. Inga underarter finns listade i Catalogue of Life.